# パウル・フォン・エルツ＝リューベナッハ
パウル・フライヘア（男爵）・フォン・エルツ・リューベナッハ（Paul Freiherr von Eltz-Rübenach、1875年2月9日‐1943年8月25日）は、ドイツ国の貴族、政治家。爵位は男爵（Freiherr）。
アドルフ・ヒトラーの国家社会主義ドイツ労働者党（ナチス党）政権の初期において郵政大臣と運輸大臣を務めた。

## 略歴
クーノ・フォン・エルツ・リューベナッハ男爵の息子としてケルンのヴァーン区に生まれる。ジークブルクの人文ギムナジウムで学び、1894年にここを卒業したのち、アーヘンやベルリン＝シャルロッテンブルクの工科大学で機械工学を学んだ。大学卒業後、鉄道関係の仕事に従事した。1911年から1914年にはニューヨークのドイツ公使館に技術専門家として勤務した。第一次世界大戦にも鉄道関連の業務にあたり、この功績で一級鉄十字章と二級鉄十字章を受章している。
第一次世界大戦の敗戦後も鉄道関係の仕事をつづけ、1924年7月にカールスルーエ国家鉄道機構（Reichsbahndirektion Karlsruhe）の社長となる。1932年にパーペン内閣とシュライヒャー内閣で郵便大臣兼運輸大臣に就任する。
続いて成立したヒトラー内閣でも留任した。しかし、伝統的カトリック教徒であるリューベナッハは、ナチス党や国家社会主義思想に対していちいち反抗的態度を取ったため1937年には内閣を追われた。後任としてはユリウス・ドルプミュラーが運輸大臣、ヴィルヘルム・オーネゾルゲ(de:Wilhelm Ohnesorge)が郵政大臣に就任した。
その後、ゲシュタポから監視を受ける状態に置かれていたが、戦時中の1943年にリンツ・アム・ライン（de:Linz am Rhein）において死去した。